# ダブルノーズド・アンディアン・タイガー・ハウンド
ダブルノーズド・アンディアン・タイガー・ハウンド（英: Double-nosed Andean tiger Hound）とは、ボリビアのアンデス山脈で生息が確認されているサイトハウンドである。極めて珍しい犬種で鼻部が2つに分かれている。
1913年に南米を探検したイギリスのパーシー・フォーセットがアマゾンを流れるマモレ川近くのサンタ・アナという町で鼻を2つ持つ犬を見たという記録がある（フォーセットはこの犬が生息しているのはこの町だけだと書いている）。その犬は嗅覚が鋭く、ヒョウをも狩るという。
そして、2005年と2007年にもイギリスの探検隊がボリビアで2頭の犬を見出し、BBC等によって報道された。この探検隊が見たのはベラというメスと、その子であるシングーというオスであった。
これらの犬は、大航海時代にスペインから持ち込まれたパション・ナヴァロと呼ばれる鼻部が2つに分かれている犬の子孫であるという説もあるが、詳細は不明である。
なお、アメリカ大陸にはトラは生息しておらず、ネコ科の大型獣としてはジャガーやピューマが生息している。